# Volksrepubliek Boechara
De Volksrepubliek Boechara (Russisch: Бухарская Народная Советская Республика, Boecharskaja Narodnaja Sovjetskaja Respoeblika) was een  naar haar hoofdstad genoemde socialistische republiek. De republiek ontstond na de Russische Revolutie als opvolger van het gelijknamige emiraat.

## Voorgeschiedenis
Rond 1500 werd het Oezbeeks kanaat Buchara gesticht. Vanaf 1868 was het gebied, heropgestaan na de Perzische bezetting (1747 - 1756) en voortaan bekend als emiraat Boechara, al een protectoraat van het Russische rijk. De emir mocht toen gewoon aanblijven en de islamitische wetgeving bleef gehandhaafd.
Jonge moslim-nationalisten van de jadidi-beweging begonnen zich na de Russische Revolutie te roeren. Moslim-nationalisten wisten in samenwerking met het Rode Leger onder leiding van generaal Froenze de laatste emir Alimkhan te verdrijven en riepen de Sovjetrepubliek Boechara uit. Vervolgens werd er een Revolutionair Uitvoerend Comité ingesteld. De Revolutionaire Partij van Jong Boechara (PJB) bezette bijna alle posten in het nieuwe Revolutionaire Uitvoerende Comité. 
Hoewel de meeste moslim-nationalisten geen communisten waren, waren ze bereid om met hen samen te werken om van Boechara een zelfstandige republiek te maken. Formeel werd de Sovjetrepubliek Boechara een onafhankelijke staat, maar het werd al spoedig duidelijk dat het Rode Leger niet weg wilde en dat de Sovjets van plan waren om Boechara opnieuw op te nemen in de Russische staat. Rechtse leden van de Partij van Jong Boechara werden van hun posten uit de regering verwijderd en hun plaatsen werden opgevuld door de communistisch gezinde linkse vleugel van de PJB. In 1921 werd de naam van de PJB gewijzigd in de Communistische Partij van Boechara (CPB).

## Geschiedenis
De nieuwe communistische regering van Boechara wijzigde de naam van het land in de Volksrepubliek Boechara. De volksrepubliek Boechara kreeg het vervolgens zwaar te verduren door de aanvallen van de Basmatsjis, islamitische strijders die van Boechara een islamitische staat wilden maken. Om het hoofd boven water te houden werd er een beroep gedaan op het Rode Leger, dat op dat moment toch in de buurt was (het streed in Turkestan). Hoewel de Basmatsjis pas in 1926 werden verslagen (restanten vochten zelfs door tot in de jaren 30 van de 20ste eeuw), vormden zij toch een bedreiging voor de volksrepubliek. In 1922 en in 1923 was het verzet van de Basmatsjis het sterkst, toen men een tegenregering wist op te zetten (eerst onder leiding van Enver Pasja). Aan het einde van 1923 werd het grootste verzet van de Basmatsjis door het Rode Leger gebroken. In 1923 werd de naam van de Volksrepubliek Boechara gewijzigd in de Buchaarse Socialistische Sovjetrepubliek. 
In 1924 werd de Buchaarse Socialistische Sovjetrepubliek opgeheven en werd het onderdeel van de nieuwe Turkmeense Socialistische Sovjetrepubliek en de Oezbeekse Socialistische Sovjetrepubliek. De Oezbeekse Socialistische Sovjetrepubliek, onder leiding van Faizulla Chodzjajev, vroeg de regering van de Sovjet-Unie om het land op te nemen in de USSR. Het verzoek werd ingewilligd en de Oezbeekse Socialistische Sovjetrepubliek trad op 13 mei 1925 toe tot de Sovjet-Unie. Een klein deel van het grondgebied werd in 1925 onderdeel van de Turkmeense Socialistische Sovjetrepubliek.

## Bron
- WorldStatesmen Uzbekistan